# Трииодсилан
Трииодсилан — неорганическое соединение,
иодпроизводное моносилана с формулой SiHI3,
бесцветная жидкость.

## Получение
- Из трихлорсилана в несколько стадий по реакции с анилином и  иодоводородом:

{\displaystyle {\mathsf {SiHCl_{3}+6C_{6}H_{5}NH_{2}\ {\xrightarrow {}}\ SiH(NHC_{6}H_{5})_{3}\downarrow +3C_{6}H_{5}NH_{3}Cl}}}
{\displaystyle {\mathsf {SiH(NHC_{6}H_{5})_{3}+6HI\ {\xrightarrow {}}\ SiHI_{3}+3C_{6}H_{5}NH_{3}I}}}

## Физические свойства
Трииодсилан образует бесцветную жидкость, 
которая легко гидролизуется на воздухе.